# Ла-Рошель (округ)
Округ Ла-Рошель (фр. Arrondissement de la Rochelle) — округ у Франції, в департаменті Приморська Шаранта. 2023 року округ об'єднував 58 муніципалітетів, населення становило 224 295 осіб.
Адміністративний центр (супрефектура) — Ла-Рошель.

## Муніципалітети
Список муніципалітетів округу та їхні коди INSEE:
1. Англіє (17009)
2. Ангулен (17010)
3. Андії (17008)
4. Арс-ан-Ре (17019)
5. Бенон (17041)
6. Бурнеф (17059)
7. Верін (17466)
8. Вільду (17472)
9. Домп'єрр-сюр-Мер (17142)
10. Ейтре (17028)
11. Енанд (17153)
12. Ів (17340)
13. Клаветт (17109)
14. Крамшабан (17132)
15. Круа-Шапо (17136)
16. Курсон (17127)
17. Ла-Грев-сюр-Міньйон (17182)
18. Ла-Жарн (17193)
19. Ла-Жаррі (17194)
20. Ла-Куард-сюр-Мер (17121)
21. Ла-Лень (17201)
22. Ла-Ронд (17303)
23. Ла-Рошель (17300)
24. Ла-Флотт (17161)
25. Лагор (17200)
26. Ле-Буа-Плаж-ан-Ре (17051)
27. Ле-Ге-д'Аллере (17186)
28. Ле-Порт-ан-Ре (17286)
29. Лонжев (17208)
30. Луа (17207)
31. Л'Умо (17190)
32. Маран (17218)
33. Марсії (17222)
34. Монруа (17245)
35. Нюає-д'Оні (17267)
36. Ньєль-сюр-Мер (17264)
37. Периньї (17274)
38. Пюійборо (17291)
39. Ривду-Плаж (17297)
40. Саль-сюр-Мер (17420)
41. Сен-Вів'ян (17290)
42. Сен-Жан-де-Ліверсе (17349)
43. Сен-Клеман-де-Бален (17318)
44. Сен-Кристоф (17315)
45. Сен-Ксандр (17414)
46. Сен-Мартен-де-Ре (17369)
47. Сен-Медар-д'Оні (17373)
48. Сен-Рогатьян (17391)
49. Сен-Сір-дю-Доре (17322)
50. Сен-Совер-д'Оні (17396)
51. Сент-Марі-де-Ре (17360)
52. Сент-Суль (17407)
53. Сент-Уан-д'Оні (17376)
54. Тере (17443)
55. Тогон (17439)
56. Феррієр (17158)
57. Шаррон (17091)
58. Шатлайон-Плаж (17340)